# Снежанка (пещера)
Вижте пояснителната страница за други значения на Снежанка.
Снежанка е името на пещера в Родопите, Община Пещера, България.

## Местонахождение
Разположена в Баташката планина в Родопите и се намира на 5 км от град Пещера. След отклонението от главния път от град Пещера към град Батак, има около 2 км тесен асфалтиран път, по който трудно се разминават два автомобила. По асфалтирания път се стига до паркинг, където може да оставите автомобила си. Пещерата е труднодостъпна (около 25 минути нагоре по стръмна екопътека с дължина 830 метра).

## Име
Името си „Снежанка“ пещерата получава заради оприличени пещерни форми наподобяващи приказната героиня.

## Откриване и изследване
Открита е през 1961 година случайно от пещерняци, които за първи път влезли в нея в 9 часа сутринта и излезли късно вечерта, запленени от красотата ѝ. Дължината ѝ е само 145 м, с постоянна годишна температура 9 градуса. Образувана е от Новомахленската река през епохата на леванта и дооформена през кватернера.
Богата е на сталагмити, сталактити, сталактони, драперии, синтрови езерца. Най-големият сталактит е дълъг 1,27 м. „Снежанка“ се състои от няколко красиви зали: Залата на виметата, Голямата зала, Музикалната зала, свързани със Срутището, над което минава мост. Във Вълшебната зала, покрита със снежнобял кристален синтър, природата е създала фигурка, оприличавана на приказната героиня. Името на пещерата идва от снежнобелия синтър.
В средата на пещерата има кръгли огнища, до които са намерени предмети от ранножелязната епоха и кости на животни. Траките са я ползвали като убежище от врагове.

## Прилепите в пещера Снежанка
Тази пещера е важно убежище за хибернация на защитени видове прилепи сред които: голям нощник (Myotis myotis), трицветен нощник (Myotis emarginatus), голям подковонос (Rhinolophus ferrumequinum), малък подковонос (Rhinolophus hipposideros), южен подковонос (Rhinolophus euryale). От началото на ноември до края на март те хибернират тук. 

## Туризъм
- Пещера Снежанка е сред Стоте национални туристически обекта на Българския туристически съюз под номер 37 има печат на БТС.
- Електрифицирана и благоустроена.
- Отворена е за посетители при работно време: лятно 9 – 17:15 ч. без почивни дни, зимно 10 – 16 ч. почивни.

## Галерия
- Снимки от пещерата Снежанка